# Tourisme gastronomique
 (décembre 2020).
Si vous disposez d'ouvrages ou d'articles de référence ou si vous connaissez des sites web de qualité traitant du thème abordé ici, merci de compléter l'article en donnant les références utiles à sa vérifiabilité et en les liant à la section « Notes et références ».

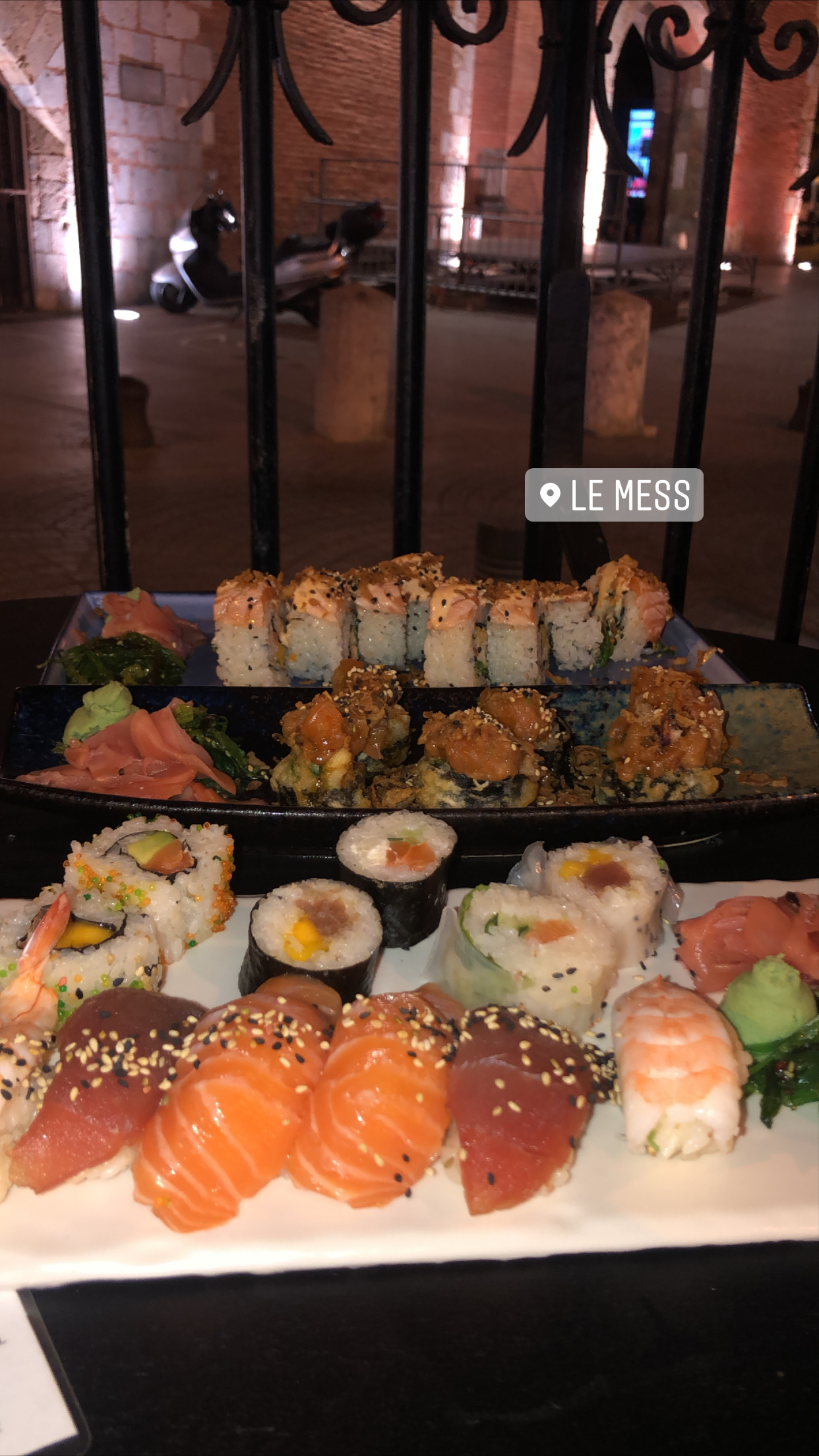
Photographie de plusieurs spécialités japonaises (sushi)

Le tourisme gastronomique, également appelé tourisme gourmand ou culinaire, est un type de voyage touristique associé à la cuisine locale, dans le but de découvrir l’histoire, le savoir-faire et la culture d’un pays ou d’une région à travers ses spécialités culinaires.
Le tourisme gastronomique est divers et se réalise partout où l'on peut se restaurer : au restaurant, à la ferme, dans un food truck, dans un vignoble, directement chez le producteur, etc. En fréquentant de nombreux restaurants, les touristes culinaires placent à la même importance l'alimentation, du climat, de l’hébergement ou des paysages. Le tourisme gastronomique est considéré comme un sous-ensemble du tourisme culturel : c'est un facteur d'identité nationale et un élément du patrimoine culturel immatériel pour certains pays (comme l'Italie, la France ou le Mexique).

## Origines
L'intérêt pour la cuisine lors des voyages touristiques est un phénomène ancien. La nourriture et les boissons sont considérées comme des éléments essentiels pour la survie humaine, peu importe l'endroit. Depuis l'Antiquité, les voyageurs ont étudié les méthodes de production culinaire et leur signification identitaire.
Avec la croissance du tourisme de masse, les attentes des consommateurs en matière de qualité de service ont commencé d'inclure la cuisine. Cela a entraîné une intégration de la cuisine dans les standards de l'offre touristique. Cependant, ce n'est qu'avec l'augmentation de l'intérêt pour le bien manger que la gastronomie s'est développée en tant qu'élément distinct dans le tourisme.
Au milieu du XXe siècle, un changement structurel s'est produit dans la façon dont les touristes perçoivent la nourriture. Au fil du temps, cet intérêt pour la qualité de la nourriture est devenu de plus en plus important, entraînant le développement d'un nouveau marché pour les producteurs locaux. Cette pratique est souvent associée à la promotion du terroir et de son histoire, ainsi qu'à la transmission et la pratique d'un savoir-faire culinaire.
Le terme « culinary tourism » apparaît pour la première fois en 2001 dans un article d'Erik Wolf qui fonde en 2003 la World Food Travel Association.
Le tourisme culinaire est devenu de plus en plus populaire en raison de son accent mis sur l'authenticité et de sa capacité à offrir aux touristes une expérience culturelle immersive. Les chefs de grande renommée et les médias ont également joué un rôle dans l'intérêt croissant pour le tourisme culinaire.
Une étude menée par NCBI a analysé le profil des touristes gastronomiques en Andalousie pour comprendre leurs motivations et a estimé la demande de tourisme gastronomique à l'aide des données d'enquêtes menées entre 2011 et 2013. L'étude a révélé que les touristes gastronomiques étaient principalement motivés par la curiosité, le plaisir, les bienfaits pour la santé et l'interaction sociale.
Une autre étude publiée dans Plos Journals a analysé la demande de tourisme gastronomique en Andalousie (Espagne) en examinant des facteurs tels que les motivations, le développement de produits, les stratégies de marketing et l'identité régionale. L'étude a conclu que la gastronomie joue un rôle important dans la création d'un caractère distinctif régional et offre aux touristes une expérience culturelle immersive,.
L'ouvrage intitulé Tourisme et Gastronomie donne un aperçu de la façon dont la gastronomie est devenue partie intégrante du tourisme moderne. Il examine des sujets tels que la mondialisation, la localisation, les chefs célèbres, l'influence des médias, les cultures nationales, l'identité régionale, les stratégies de marketing, etc..

## Essor
Aujourd’hui, le marché du tourisme culinaire connaît une forte croissance. La mondialisation permet d’amener les modes de cuisine et de consommation d’un bout à l’autre du globe. Une étude canadienne de 2017 démontre que 62 % de la population s’est déjà rendu dans le pays d’origine de leurs mets favoris[réf. souhaitée]. Et selon une source tirée du « Moniteur du voyage alimentaire 2020 », 53 % des voyageurs d’agrément mondiaux sont des voyageurs gastronomiques[réf. souhaitée]. Dans ce contexte, c’est une source de développement économique local à hauteur de 25% en moyenne pour un territoire.
La multiplication des évènements et le développement de l'offre pour ce type de tourisme amènent de nouveaux débouchés aux acteurs de la gastronomie. De nombreuses destinations touristiques ont commencé à collaborer avec des entreprises et des chefs locaux pour proposer des activités annexes sur différents types d’offres culinaires.
Les activités permettant de découvrir les traditions culinaires d’un territoire sont nombreuses. Il peut s'agir de rencontrer des producteurs, visiter des marchés, parcourir des routes gourmandes, participer à des fêtes gastronomiques, suivre des ateliers de cuisine, ou encore se rendre dans une boulangerie–pâtisserie de qualité ou un restaurant typique.
Les médias ont récemment contribué à l'essor du tourisme gastronomique. En effet, des émissions télévisées sont consacrées à l’organisation d’un voyage dédié à la découverte gastronomique comme « Fourchette et Sac à Dos », ou « Sur la route de Top Chef ».
Certaines entités se sont engagées dans ce mouvement. La World Food Travel Association (WFTA) a été fondée en 2003 en tant qu'organisation à but non lucratif et non gouvernementale (ONG), et est aujourd'hui considérée comme la principale autorité mondiale dans le domaine du tourisme alimentaire et des boissons. La WFTA agit pour fusionner les secteurs de l'industrie et du tourisme alimentaire. Elle décerne des certifications pour les voyagistes et les guides touristiques qui souhaitent devenir des professionnels certifiés du voyage culinaire.

## Classement des destinations gastronomiques les plus attractives
Chaque année, les World's Travel Awards récompensent la « première destination culinaire mondiale ». En 2019, le Pérou a été nommé première destination culinaire.